# Подеста, Тони
Э́нтони «То́ни» Поде́ста (англ. Anthony «Tony» Podesta; род. 24 октября 1943, Чикаго, Иллинойс, США) — американский лоббист, соучредитель компании Podesta Group — крупнейшей независимой GR/PR-фирмы в Вашингтоне с обширными корпоративными связями. Один из самых влиятельных лоббистов и фандрайзеров Вашингтона.
С 2017 года Подеста и Podesta Group находятся под федеральным расследованием, касающимся соблюдения Закона о регистрации иностранных агентов, за свою деятельность в интересах украинской группы, связанной с пророссийски настроенным бывшим президентом Украины Виктором Януковичем, начиная с 2012 года.

## Биография
Родился в семье итальянца Джона Дэвида Подесты-старшего (ум. 1980) и гречанки Мэри Кокорис (1918—2007), которые познакомились в Чикаго в ресторане отца Мэри (она там работала, а Джон Подеста был частым посетителем). Имеет младшего брата Джона Д. Подесту-младшего, также известного лоббиста и политика, занимавшего ряд высоких должностей в правительстве США.
В 1964 году получил степень бакалавра политологии в Иллинойсском университете в Чикаго. Также окончил Массачусетский технологический институт (MIT) со степенью магистра политологии и Центр права Джорджтаунского университета со степенью доктора права.
В 1968 году, будучи студентом MIT, оставил учёбу для того, чтобы принять участие в президентской кампании демократа Юджина Маккарти в Калифорнии и других штатах. После поражения Маккарти на внутрипартийных выборах, победу на которых одержал Хьюберт Хамфри, Подеста организовал студенческую поддержку кампании Хамфри-Маски. Маккарти был первым из нескольких потерпевших поражение демократов, в пользу которых проводил кампании Подеста. Остальными являются Джозеф Даффи, участвовавший в выборах в Сенат США от Коннектикута в 1970 году, Эд Маски, а позднее Джордж Макговерн на президентских выборах 1972 года, Эдвард Кеннеди на праймериз Демократической партии в 1980 году, а также президентские кампании Уолтера Мондейла в 1984 году и Майкла Дукакиса в 1988 году.
В 1981—1987 годах был президентом-учредителем либеральной группы интересов «People for the American Way», основанной в 1980 году телепродюсером Норманом Лиром.
В 1988 году братья Тони и Джон Подесты учредили лоббистскую фирму «Podesta Associates», которая сегодня называется Podesta Group и имеет тесные связи с Демократической партией США.
Лоббировал интересы различных стран, организаций и лиц, включая Египет, Банк Америки, BP, Сбербанк России, предвыборные кампании политиков от Демократической партии — Эдварда (Теда) Кеннеди, Джорджа Макговерна, Майкла Дукакиса и Билла Клинтона, оказывал услуги конгрессменам от Пенсильвании Джо Сестаку, Крису Карни и Патрику Мёрфи, а также возглавлял избирательную кампанию губернатора Пенсильвании Эда Ренделла.
Имел тесные связи с Белым домом в период президентства Барака Обамы.
Выступает на крупных телеканалах, а также печатается в «The New York Times», «The Washington Post», «Los Angeles Times», «Newsday», «The Baltimore Sun» и других ведущих изданиях.
Является председателем Американо-австралийского совета.

## Расследование
В 2017 году привлёк к себе пристальное внимание в связи с непредоставлением исчерпывающей информации о своей деятельности в интересах украинской группы, тесно связанной с Полом Манафортом и президентом Украины Виктором Януковичем в 2012 году.

### Хронология событий
В апреле 2017 года Podesta Group задним числом подала в министерство юстиции США новые отчёты о своей лоббистской деятельности, выявившие подробности о её работе в интересах неправительственной организации «Европейский центр современной Украины», основанной тремя высокопоставленными членами пророссийской Партии регионов.
23 октября 2017 года в отношении Подесты было начато дознание в рамках расследования специального прокурора Роберта Мюллера вмешательства России в президентские выборы США 2016 года, касающегося этой лоббистской кампании, продолжавшейся в период с 2012 по 2014 год.
30 октября 2017 года Подеста объявил о своём намерении покинуть Podesta Group.
31 июля 2018 года сообщалось о том, что Роберт Мюллер передал дело лоббиста Демократической партии Тони Подесты федеральным прокурорам для проведения дальнейшего расследования в Нью-Йорке.

## Личная жизнь
В 2003—2014 годах был женат на юристе и лоббисте Хизер Подеста.